# Bernd Jakob von Arnim
Bernd Jakob von Arnim (* 24. Januar 1719 in Tornow bei Prenzlau; † 15. Oktober 1797 in Berlin) war ein preußischer Beamter und Numismatiker.

## Leben

### Familie
Bernd Jakob von Arnim entstammte dem uckermärkischen Adelsgeschlecht von Arnim. Seine Eltern waren der preußische Oberstleutnant und Erbherr auf Götschendorf, Neu Hohenwalde und Bernsdorf bei Petznick, Bernd Ludwig von Arnim (* 27. Dezember 1681; † 21. Mai 1748 in Götschendorf) und dessen Ehefrau Marie Ilse (geborene von Holtzendorff) (* 9. Februar 1692 in Tornow; † 8. Februar 1775 in Götschendorf), Tochter von Jacob Sigismund von Holtzendorff auf Tornow und Dauer.
Von seinen Geschwistern sind namentlich bekannt:
- Friedrich Wilhelm von Arnim (* 18. Juli 1715 in Tornow; † vor 4. Mai 1761), verheiratet mit Henriette von Strantz (1743–1807) aus Petershagen;
- Abigail Tugendreich von Arnim (* 8. März 1724 in Tornow; † 15. Januar 1771 in Götschendorf), verheiratet mit Friedrich Erdmann von Arnim (* 30. August 1721 in Milmersdorf; † 22. September 1790 ebenda);
- Abraham Christoph von Arnim (* 31. Mai 1732 in Götschendorf; † 7. April 1799 ebenda), verheiratet in erster Ehe mit Bernhardine Dorothea Wilhelmina von der Osten (* 26. März 1750 in Wartin; † 9. April 1773); in zweiter Ehe war er mit Alexandrine Amalie Charlotte von Holtzendorff (* 20. März 1755 in Berlin; † 28. März 1808 in Götschendorf) verheiratet.

Bernd Jakob von Arnim blieb zeit seines Lebens unverheiratet und hinterließ als Erbherr auf Götschendorf seinem jüngeren Bruder Abraham Christoph von Arnim in Alt-Temmen ein großes Vermögen, darunter eine kleine Münzsammlung, in der sich unter anderem eine Münze des Münzmeisters Paul Mühlrad befand sowie eine Münze mit der Darstellung von Johann Georg, Kurfürst von Brandenburg befanden.

### Werdegang
Bernd Jakob von Arnim besuchte seit 1735 das Joachimsthalsche Gymnasium in Berlin. Am 17. Oktober 1739 immatrikulierte er sich an der Universität Halle zu einem Studium der Rechtswissenschaften und beendete dieses 1742. Im Folgejahr wurde er Auskultator bei der Pommerschen Kriegs- und Domänenkammer, bis er am 30. Juni 1746 zum Kriegs- und Domänenrat in der Kriegs- und Domänenkammer Königsberg ernannt wurde. Im Januar 1754 wurde er zur Kriegs- und Domänenkammer nach Breslau versetzt und trat damit die Nachfolge des entlassenen Martin Hennig von Wittich (1691–1772) an; sein Amt in Königsberg ging an den Glogauer Kriegs- und Domänenrat Johann Gottlieb Hacke (auch Johann Gottlieb Haacke) (1712–1763). In Breslau war er als Rat und Akzisedirektor tätig. 1764 reichte er sein Abschiedsgesuch ein, das allerdings vom König Friedrich II. verworfen wurde. 
Am 1. Mai 1766 erfolgte seine Versetzung als Finanzrat in das Militärdepartement des Generaldirektoriums nach Berlin; dort rückte er für den verabschiedeten Finanzrat Ernst Daniel Deutsch (1710–1778) nach. In Breslau folgte ihm der zum Steuerrat ernannte Franz Carl Heinrich Ludwig von der Osten (1739–1799).
Nachdem die preußischen Truppen 1778 zu Beginn des Bayerischen Erbfolgekriegs Berlin verlassen hatten, blieb Bernd Jakob von Arnim in Berlin zurück, um die Geschäfte im Departement, hier vor allem den Korneinkauf, zu gewährleisten.
1786 charakterisierte Johann Christoph von Woellner Bernd Jakob von Arnim als einen ehrlichen und geschickten Mitarbeiter, der es verdient hätte, Minister zu werden, allerdings sei der schlesische Provinzialchef Ernst Wilhelm von Schlabrendorf ein Feind von ihm gewesen und dieser hätte König Friedrich II. entsprechend beeinflusst.
1790 war er für die Proviant-, Marsch und Verpflegungsgeschäfte zuständig und war zuletzt Finanzrat im Militärdepartement sowie Assessor im Oberkriegskollegium.
Bernd Jakob von Arnim beschäftigte sich mit Numismatik und verfasste zu diesem Thema 1788 die Schrift Von Thalern des Churfürstlich-Brandenburgischen und Königlich-Preußischen regierenden Hauses und 1796 Von Ducaten Des Churfürstlich Brandenburgischen Und Königlichen Preussischen Regierenden Hauses.

## Schriften (Auswahl)
- Von Thalern des Churfürstlich-Brandenburgischen und Königlich-Preußischen regierenden Hauses. Berlin: Maurer, 1788.
- Von Ducaten Des Churfürstlich Brandenburgischen Und Königlichen Preussischen Regierenden Hauses. Berlin: Maurer, 1796